# Sæmundur suðureyski
Sæmundur hinn suðureyski (español: Sæmundur del Sur, n. 855) fue un guerrero y explorador vikingo y uno de los primeros colonos en Skagafjörður, en el norte de Islandia.

## Biografía
La historia de Sæmundur aparece en la saga Vatnsdœla. Este guerrero hizo parte de las campañas vikingas de Ingimundur Þorsteinsson en Inglaterra. Tuvo la oportunidad de luchar en la batalla de Hafrsfjord, pero rechazó la oferta de Harald I de Noruega. 
En Islandia, fondeó su nave en Gönguskarðsá y descubrió Sæmundarhlíð, un área en aquel tiempo mucho más extensa que en la actualidad y que hoy lleva su nombre. Allí, fue el primer goði del clan familiar de los Sæmundarniðjar (una rama de los Hlíðverjar), que lleva su nombre. También llegó hasta Héraðsvötn, Staðarsveit y Borgarsveit. Según Landnámabók, alcanzó a su vez Vatnsskarð, donde fundó uno de los mayores asentamientos de la región. Sus primeras propiedades se encontraban en Reynistaður y Sjávarborg.

## Herencia
Se desconoce su ascendencia y el nombre de su esposa, pero las sagas mencionan a dos hijas:
- Þórlaug Sæmundsdóttir (n. 900) que se casó con Eilífur örn Atlason;
- Reginleif Sæmundardóttir (n. 890) que se casó con el vikingo Þóroddur Hjálmarsson.